# Komatsuhime
Komatsuhime (tiếng Nhật: 小松姫?/Tiểu Tùng cơ; sinh năm 1573–mất ngày 27 tháng 3 năm 1620) là một nữ chiến binh (Onna-bugeisha) trong lịch sử Nhật Bản vào thời kỳ Chiến quốc Nhật Bản và thời kỳ Edo. Bà sinh ra là con gái của võ tướng Tadakatsu Honda và được Tokugawa Ieyasu nhận làm nghĩa nữ trước khi thành thân với Sanada Nobuyuki. Thời trẻ, Komatsuhime là một cô gái xinh đẹp, thông minh, mưu trí và thạo võ nghệ.

## Tiểu sử
Komatsuhime khi trẻ còn được gọi là Inahime hay Ina (tiếng Nhật: 稲姫/Đạo cơ, nghĩa là lúa non) hay Onei (tiếng Nhật: 於小亥/Ư Tiểu Hợi) được Ieyasu Tokugawa nhận làm con nuôi trước khi lấy chồng là Sanada Nobuyuki (lãnh chúa gia tộc Sanada). Sau khi chứng kiến sức mạnh võ thuật của Sanada trong trận chiến đầu tiên ở thành Ueda, cô và cha mình ấn tượng với bản lĩnh của gia tộc Sanada, nhất là Nobuyuki. Thấy như thế, chính Tokugawa Ieyasu đã tác hợp nhân duyên và thu xếp để Komatsuhime kết hôn với con trai của lãnh chúa Sanada là Sanada Nobuyuki.
Năm 1600, thời điểm trước cuộc chiến Trận Sekigahara, khi Sanada Nobuyuki quyết định đi theo gia tộc Tokugawa, cha của ông là Masayuki Sanada thân chinh đến gặp mặt Nobuyuki tại thành Ueda cùng người con khác là Yukimura Sanada. Cả hai dừng chân tại thành Numata nơi Komatsuhime đang trấn giữ. Komatsuhime trong bộ chiến giáp đã chặn Masayuki và Yukimura ở lối vào thành, Masayuki nói rằng  "Ta muốn gặp các cháu của ta" và Komatsuhime đáp lại: "Từ khi hai nhà chúng ta phân tranh, dù rất kính trọng ngài là cha chồng của tiểu nữ nhưng tuyệt đối không thể để ngài bước vào thành". Sau đó Masayuki và Yukimura rút về đền Shōkaku-ji và họ bất ngờ khi thấy Komatsuhime cùng những người con đã ở đây từ trước đúng theo mong muốn của Masayuki.
Sau trận Sekigahara thì gia tộc Sanada suy vong, Masayuki và Yukimura trở thành những kẻ lưu đày tha hương nhưng vẫn được Komatsuhime chu cấp đồ ăn và các vật dụng thiết yếu chu đáo hằng ngày. Komatsuhime được ca ngợi là "Lương thê hiền mẫu" (ryōsai kenbo/良妻賢母). Bà mất ở Kōnosu, thuộc Musashi là một Ryōseikoku của Nhật Bản (thành phố Kōnosu ngày nay thuộc tỉnh Saitama) khi đang trên đường đến suối nước nóng Kusatsu hưởng dương 47 tuổi Việc bà qua đời khiến cho Nobuyuki vô cùng thương tiếc và than khóc rằng "than ôi, ngọn đèn le lói trong ngôi nhà nay đã vụt tắt". Mộ phần của bà hiện còn ở đây, ngày nay, trong bảo tàng ở thành Ueda, du khách có thể ngắm những món đồ mà bà đã từng sử dụng, chẳng hạn như di vật cái kiệu của bà.

## Gia đình
- Cha: Honda Tadakatsu
- Chồng: Sanada Nobuyuki
- Con cái:
  - Manhime (sinh 1592)
  - Sanada Nobumasa của  phiên Matsushiro
  - Sanada Nobushige (1599–1648).